# Esfeciformes
Sphecoidea antigamente uma superfamília que incluía as ditas vespas esfeciformes que abrangiam cerca de 10 000 espécies, essencialmente de famílias de "vespas que não eram abelhas", tais como Crabronidae, Sphecidae, Ampulicidae, cujam larvas são todas carnivoras (sobre outros invertebrados, providos pelas vespas adultas). Popularmente generalizadas como "vespas de casas de barro", pelas estruturas que constrõem como ninhos para albergar sua prole e as presas fornecidas como alimento.
O agrupamento é demonstradamente parafilético (isto é, não é monofilético, logo não inclui todos descendentes de um mesmo ancestral comum). Acredita-se que tais vespas emergiram evolutivamente de dentro de um grupo de Crabronidae, provavelmente Ammoplaninae. De forma que o termo não é mais usado oficialmente, apesar de persistir na literatura de até algumas décadas atrás, ou pelo uso por especialistas não taxonomistas.
Atualmente, prefere-se o uso do termo "Sphecomorpha", que reúne as famílias Heterogynaidae, Sphecidae, Crabronidae e a extinta família Angarosphecidae.